# Ilona Hartmann
Ilona Hartmann (* 1990 in Backnang) ist eine deutsche Autorin und Texterin. Sie wurde mit Kurzbeobachtungen zum Zeitgeschehen auf Twitter bekannt. Im Jahr 2020 erschien ihr Romandebüt.

## Leben
Ilona Hartmann zog nach dem Abitur zunächst nach Leipzig, dann nach Berlin, wo sie für eine Werbeagentur arbeitete. Sie war bis 2019 freie Autorin der Online-Redaktion der heute-show und schrieb unter anderem für Zeit Online und der Freitag. Ihre Themen sind Pop- und Netzkultur. Bekannt wurde sie mit Kurzbeobachtungen zum Zeitgeschehen seit 2012 auf Twitter unter dem Namen „zirkuspony“.
Im Jahr 2020 erschien ihr Debütroman Land in Sicht im Verlag Blumenbar. Die Hauptfigur ist Jana, eine junge Frau aus Berlin, die sich auf die Suche nach ihrem Vater Milan macht, der noch vor ihrer Geburt verschwunden war. Er floh damals aus der Tschechoslowakei. Sie findet ihn als Kapitän eines Flusskreuzfahrtschiffes auf der Donau zwischen Passau und Wien, in das sie sich kurzerhand inkognito einbucht, um eine Woche mit ihm zu verbringen. Die Geschichte umfasst sowohl die Suche nach familiärer Zugehörigkeit als auch eine persönliche Reise der Selbstfindung, ohne dabei in Schwermut zu verfallen. Der Roman habe starke autobiografische Züge, so Ilona Hartmann in einem Interview mit Deutschlandfunk Kultur. Beim Schreiben sei ihr auch bewusst geworden, was das Aufwachsen ohne Vater für die alleinerziehende Mutter bedeutet habe.
Von 2021 bis 2023 moderierte sie gemeinsam mit Christoph Amend den wöchentlichen Interview-Podcast Und was machst du am Wochenende?.
Im Jahr 2024 erschien ihr zweiter Roman Klarkommen im Ullstein Verlag, der sich mit Fear of missing out in Berlin beschäftigt. Darin navigiert eine junge Frau durch das Erwachsenwerden in der Großstadt, konfrontiert mit der Erkenntnis, dass ihr Leben weit entfernt von den erträumten Erlebnissen wie Rausch, Exzess und Romantik verläuft. Die Geschichte zeichnet sich durch die alltäglichen Enttäuschungen und die Schwierigkeit aus, glamouröse Erwartungen mit der Realität abzugleichen, wobei Partys und Romanzen oft hinter den Erwartungen zurückbleiben.

## Rezensionen
Gerrit Bartels rezensierte Ilona Hartmanns Roman Land in Sicht im Tagesspiegel. Sie sei durch Twitter und Instagram zu einem „Star“ geworden. Man könne erwarten, dass sie ihr erstes Buch als eine Art Generationsfibel über ihr Leben im Internet schreibe. Doch ihr Romansujet sei ein klassisches. Sie erzähle von der Begegnung mit dem Vater und mache sich Gedanken über ihr Leben, das geprägt sei „von einer gewissen Ziellosigkeit, einem Sich-überall-Fremd-Fühlen“. Sie stehe neben Autoren wie Bov Bjerg und Christian Baron, die sich in ihren Romanen Serpentinen und Ein Mann seiner Klasse an den Vätern abarbeiteten.
In der Literaturkritik im Spiegel befand Isabel Metzger, Hartmanns Roman sei „allein schon deshalb interessant, weil er mit der Tradition bricht: Die Vatersuche bewirkt bei ihr eben keine Selbsterkenntnis, keine großen Gesten und Szenen“. Er sei mit „trockenem Witz“ geschrieben, typisch für Hartmann seien „schnörkellose Kommentare“, mit denen sie allzu emotionale Zustände auffange.
Einen dialogischen Szenenhumor und Bilder mit einer „Prise Poesie“ attestierte die Rezension in der Freitag dem Buch. Es sei jedoch eigentlich kein Roman, sondern vielmehr eine „Pop-Novelle“.
Sophia Zessnik von der taz lobte den Roman als „Meilenstein“ für Hartmann und kritisierte „einzig eine verlagsinterne Entscheidung, den hinteren Buchdeckel statt mit einer Zusammenfassung von Zitaten mit vermeintlich wichtigen Stimmen zu zieren“.

## Auszeichnungen
- 2022: Jahresstipendium für Schriftsteller des Ministeriums für Wissenschaft und Kunst des Landes Baden-Württemberg[13]

## Publikationen
- Land in Sicht. Roman. Blumenbar, Berlin 2020, ISBN 978-3-351-05076-4.
  - Ungekürzte Hörbuchfassung, gelesen von Nina Reithmeier, Aufbau Audio, Berlin 2020, ISBN 978-3-96105-270-7.
- Klarkommen. Roman. park x ullstein, Berlin 2024, ISBN 978-3-98816-004-1.